# 主君の太陽
『主君の太陽』（しゅくんのたいよう、朝: 주군의 태양）は、2013年に韓国SBSで放送されたテレビドラマ。
主演はソ・ジソブ、コン・ヒョジン。韓国では最高視聴率21.8%を記録した。

## あらすじ
テ・ゴンシル（コン・ヒョジン）は山で事故に遭って以来、なぜか幽霊が見える体質になってしまった。突然現れる幽霊に驚いたり、現世に未練を残す幽霊に追いかけられたり、時には憑依されたりもするためまともな日常を送れず、引きこもり同然になっていた。
あるとき、大手ショッピングモール「キングダム」社長のチュ・ジュンウォン（ソ・ジソブ）と出会ったゴンシルは、彼に触れると幽霊が消えることに気付く。どうにかして触れていたいと付きまとうゴンシルはジュンウォンには怪しい女にしか見えず、金目当てかと追い払われる。それでも諦めずに「キングダム」の清掃員になると、モールで起きる霊絡みのトラブルに巻き込まれては解決していく。それを間近で見たジュンウォンもゴンシルの霊視能力を信じ始めた頃、ジュンウォンのかつての恋人ヒジュ（ハン・ボルム）の霊にゴンシルが憑依される。15年前ジュンウォンとヒジュが誘拐され身代金を奪われた事件でヒジュは亡くなっていたが、実は彼女は誘拐の共犯者だった。そのことが心の傷になっているジュンウォンに「昔のあなたに戻って」と告げてヒジュの霊は姿を消す。ヒジュの真意を知りたいジュンウォンは身代金を取り戻すことを名目に、社長室のそばに名ばかりの新部署を開設してゴンシルを配属すると、ヒジュがまた現れるのを待つことにする。
ゴンシルはヒジュを感知する「レーダー」、ジュンウォンはゴンシルを幽霊から護る「シェルター」と互いを位置付けた２人だが、ともに過ごすうちにそれだけではない感情が芽生え始める。幽霊に怯えてはゴンシルがすがったり抱きついてくるせいだとジュンウォンは警告し、距離を保とうとしたものの想いは高まっていく。ゴンシルと恋に落ちたくはないが逃れられないと思ったジュンウォンは「お前を好きになったが俺に口説かれるな、俺を拒め」とゴンシルに言い渡す。
そんな時、幽霊によってある事件の犯人を知ったゴンシルが襲われ、ゴンシルを庇ったジュンウォンが刺されて瀕死の重傷を負う。一時は霊体となってゴンシルの前に現れたジュンウォンの意識は回復しない。以前、幽霊がゴンシルに寄ってくるのは光を放っているからだと教えてくれた霊媒師のコ女史によれば、ジュンウォンはゴンシルと会ったせいで自分はもう死んだと思っているという。その言葉通り、最期と思ったジュンウォンの霊体はゴンシルに「愛してる」と告げて去っていた。ジュンウォンを救うためには、ゴンシルが輝いて見えた記憶をすべて消す必要があるともコ女史は言う。ゴンシルの能力を欲しがっているコ女史と契約してジュンウォンの魂を体に戻してもらうと、目覚めたジュンウォンは、ゴンシルとの出会いから事件までの日々の記憶をなくしていた。だがゴンシルと関わって仕事や私生活に起きた変化のせいで拭いきれない違和感と喪失感が残る。ゴンシルという女性が自分にとって「特別な存在」だったと教えられて驚く一方、彼女が気になるのは確かだった。しかし、これ以上自分の世界にジュンウォンを巻き込みたくないゴンシルは、もう自分たちは別れたと彼を突き放して「キングダム」を辞める。
その頃、ジュンウォンの父の調べで、ヒジュには双子の姉妹がいた可能性が浮上していた。しかもなぜかジュンウォンの身の回りを探っていた様子があった。ヒジュの叔父であるキム室長はもちろんハンナという姉妹がいると知っていたが、そのハンナが整形によって今は顔を変えていると突き止める。さらにそれが最近ジュンウォンに近づいていた女性だと見抜く。ハンナは自分こそがジュンウォンにとって特別な存在と思わせようとしていたが、ジュンウォンに効果はなかった。ゴンシルとの記憶も自力で取り戻したジュンウォンはゴンシルとコ女史との契約を無効にしたが、ゴンシルは「もうシェルターは必要ない」と言うばかりだ。
キム室長が裕福なハンナに誘拐事件を起こす理由はないと庇っても、ジュンウォンは幽霊のヒジュが「犯人を守りたい」と言っていたこともあり、ハンナもヒジュの共犯だと確信していた。証拠は何もないと嘲笑うハンナはジュンウォンに真相を語る。
15年前、生き別れた双子のヒジュを探しにイギリスから来たハンナは、ヒジュと名乗ってジュンウォンと愛し合うようになった。それが許せなかったヒジュは、誘拐事件の共犯者となる。そして事件の渦中に亡くなったのはヒジュではなくハンナだった。それ以降ヒジュはハンナになりすまして生きてきていた。
ヒジュの身代わりとなって死んだハンナの霊は、ヒジュがジュンウォンをまだ苦しめるのを見てゴンシルに真相を明かす。警察と協力したゴンシルがハンナの霊に憑依されたふりをし、ヒジュに「自分がヒジュだ」と語らせ、さらに事件で奪われたネックレスをキム室長が見つけたことで、時効寸前にヒジュはついに逮捕される。亡くなった恋人への憎しみからジュンウォンは解放され、ハンナの魂は天に昇っていった。
事件の解決を見届けたゴンシルは、ジヌに誘われ旅に出ることを決意する。事故で意識のなかった３年間、彼女の魂はジヌとともに世界中を巡っていたと聞かされ、自分がなぜ幽霊が見える体質になってしまったか、そしてその解決策を見つけられるのではないかと考えたのだ。強く反対するジュンウォンだが、幽霊に翻弄され、ジュンウォンまで巻き込むことに苦しむゴンシルのために彼女を送り出す。
１年後、ゴンシルはまだ幽霊が見える体質のままだった。だが見えるようになった理由も判明し、幽霊から逃げてジュンウォンにすがりつくのではなく、幽霊にとっての太陽になると決め、ゴンシルを待ち続けているジュンウォンを口説くためにゴンシルは帰国する。

## 登場人物
チュ・ジュンウォン - 演：ソ・ジソブ（高校時代：エル(INFINITE)）
大手ショッピングモール「キングダム」の社長。傲慢で金の亡者なことと「キングダム」の名称から「主君」と呼ばれる。15年前、誘拐事件の被害者となった際に恋人ヒジュを亡くした。また事件のトラウマで失読症となった。
テ・ゴンシル - 演：コン・ヒョジン
学生時代は"大きな太陽（テヤン）"と呼ばれるほど明るく優秀で目立つ存在だったが、事故に遭い、3年間寝たきりに。目覚めたときには幽霊が見えるようになってしまい社会と距離を置くようになる。それでも人や幽霊が困っていると助けずにいられないお人好し。
カン・ウ - 演：ソ・イングク
着任したばかりの「キングダム」保安室長で、ゴンシルと同じアパートに住み親しくなる。幽霊は大の苦手。実はジュンウォンの父の部下で、ジュンウォンの様子を逐一報告している。
テ・イリョン - 演：キム・ユリ
キングダムの広告塔を務める人気モデルで女優。ゴンシルの高校の同級生で、当時は同じ姓ながらゴンシルとは対照的に地味な存在だったため"小さな太陽"と呼ばれていた。
チャ・ヒジュ - 演：ハン・ボルム
ジュンウォンの恋人で、公にはなっていないが、ジュンウォンの誘拐事件の共犯者だった。事件中の事故で死亡している。親を亡くしたあと双子のハンナと生き別れになり、ヒジュのみが養護施設で育った。
キム・グィド - 演：チェ・ジョンウ
「キングダム」の秘書室長で、ジュンウォンの秘書。誘拐事件で傷ついたジュンウォンを支えたいと、ヒジュとハンナの叔父という身元を隠して秘書になった。ヒジュが誘拐事件の共犯者とは知らない。
テ・ゴンリ - 演：パク・ヒボン
「キングダム」内のカフェで働くゴンシルの姉。ゴンシルの霊視能力のこともよく理解してくれている。
チュ・ソンナン - 演：キム・ミギョン
ジュンウォンの叔母。ジュンウォンには幸せな結婚をしてほしいと願い、ゴンシルとの交際には大反対する。
ト・ソクチョル - 演：イ・ジョンウォン
ソンナンの年下の夫で「キングダム」副社長。妻の尻に敷かれ、ジュンウォンにも冷たくあしらわれている。
ハンナ・ブラウン - 演：ハン・ボルム（二役）、ファン・ソニ
ヒジュとは双子だが、ハンナのみイギリスで養子になり、何不自由ない生活を送っていた。ヒジュと瓜二つだったが整形し、まったく異なる容姿になっている。
チュ会長 - 演：キム・ヨンゴン
ジュンウォンの父親。海外で暮らしながら、今もジュンウォンの誘拐事件の真相を調べている。
コ女史 - 演：イ・ヨンニョ
若くして亡くなった幽霊同士を結婚させる「死婚式」を仲立ちする霊媒師。
ユ・ジヌ - 演：イ・チョンヒ
ゴンシルが山で事故に遭った際に助け、意識不明だった３年間はゴンシルの魂とともに世界中を旅した青年。ゴンシルと同じく霊視能力がある。

## 受賞
- 2013年SBS演技大賞[3]
  - 最優秀演技賞（ソ・ジソブ）
  - 10大スター賞（ソ・ジソブ）
  - ニュースター賞（ソ・イングク、キム・ユリ）